# Jean-Gaspard Deburau

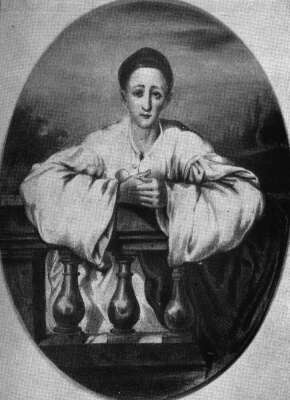
Jean-Gaspard "Baptiste" Deburau

Jean-Gaspard "Baptiste" Deburau, ursprungligen Jan Kašpar Dvorák, född 31 juli 1796 i Kolín, död 16 juni 1846 i Paris, var en böhmisk-fransk mimare, berömd för rollen som Pierrot på Théâtre des Funambules mellan 1817 och 1830.
Théâtre des Funambules, vilket betyder Lindansarteatern, låg i Paris på nr 54 Boulevard du Temple, i folkmun benämnd Boulevard du Crime. 1815 fick teatern intressant nog tillstånd att spela, inte talteater men pantomimer, och Jean-Gaspard Deburau började skapa olika scener för sin stående, stumma rollkaraktär Pierrot. Han blev snabbt populär och mellan 1817 och 1830 spelade Deburau varje dag på Funambules, tre gånger om dagen. Deburaus Pierrot är en typisk parisare med jobb som stalldräng, murare, mjölnare och så vidare.
Funambules var en enkel teater för fattigt folk, inga journalister skrev om föreställningarna, inga författare skrev åt teatern. Ändå rymde den 600 åskådare och spelade för utsålda hus. Men 1830 upptäcktes teatern av journalister. Berömda författare började skriva pjäser om Pierrot som förändrade honom till en romantisk drömmare i månsken. 
Den franska långfilmen Paradisets barn (1945) utgick bland annat från Jean-Gaspard Deburaus liv när den skildrade stämningarna i dåtidens Paris. Manusförfattaren Jacques Prévert gav så småningom ut filmmanuset i bokform.